# Eduardo Díez-Hochleitner
Eduardo Díez-Hochleitner (1955) es un economista y gerente español, vinculado a empresas del sector periodístico, empleo y telefonía móvil. El 1 de octubre de 2010 fue nombrado nuevo director ejecutivo del grupo 20minutos España, en sustitución de José Antonio Martínez Soler.
Licenciado en Ciencias Económicas por la Universidad Autónoma de Madrid y MBA por el IESE. Inició su carrera profesional en el sector bancario, trabajando para Dresdner Bank en Alemania y, durante 9 años, para BNP en España y en Francia. Posteriormente se incorporó al Grupo Prisa, del que fue director general hasta 2001. En 2002, se incorporó como socio al fondo de private equity Apax Partners hasta 2007. Desde ese año fue vicepresidente no ejecutivo de 20 minutos España y presidente  de Bodaclick y de Canalmail, y con el cargo de consejero de Infojobs y de Más Móvil.